# Oleg Skopintsev
Oleg Alexandrovich Skopintsev, más conocido como Oleg Skopintsev (Krasnodar, 15 de abril de 1984) es un exjugador de balonmano ruso que jugaba de extremo izquierdo. Fue un componente de la selección de balonmano de Rusia.
Con la selección disputó el Campeonato Europeo de Balonmano Masculino de 2010 y el Campeonato Europeo de Balonmano Masculino de 2014.

## Palmarés

### Chejovskie Medvedi
- Liga de Rusia de balonmano (8): 2007, 2008, 2009, 2010, 2011, 2012, 2016, 2017
- Copa de Rusia de balonmano (4): 2009, 2010, 2011, 2012

### Dinamo de Minsk
- Liga de Bielorrusia de balonmano (1): 2013

### Motor Zaporozhye
- Liga de Ucrania de balonmano (2): 2014, 2015

## Clubes
- Chejovskie Medvedi (2006-2012)
- HC Dinamo Minsk (2012-2013)
- Motor Zaporozhye (2013-2015)
- Chejovskie Medvedi (2015-2017)
- Spartak de Moscú (2017-2020)
- CSKA Moscú (2020)